# São Domingos (concelho de Cabo Verde)
| São Domingos Concelho de São Domingos |                                              |
| \| \| \| \| (Bandeira) \| (Brasão) \| |                                              |
| Localização de São Domingos           |                                              |
| Gentílico                             |                                              |
| Ilha                                  | Santiago                                     |
| Sede                                  | Vila da São Domingos                         |
| Freguesias                            | Nossa Senhora da Luz e São Nicolau Tolentino |
| Área                                  | 137,6 km²                                    |
| População                             | 13808                                        |
| Dia do Município                      | 13 de março                                  |
| Cód. CGN-CV                           | 75                                           |
| Cód. ISO                              | CV-SD                                        |
| Website                               | http://cmsd.cv/                              |
| Bandeira de São Domingos              | Brasão de São Domingos                       |
| (Bandeira)                            | (Brasão)                                     |

O Concelho de São Domingos é um concelho/município rural da ilha de Santiago, Cabo Verde, com 137,6 km² e 13.808 habitantes.
O Dia do Município é 13 de março. 
Desde 1996, o município de São Domingos é governado pelo Movimento para a Democracia. 

## Freguesias
O concelho de São Domingos é constituído por duas freguesias: Nossa Senhora da Luz e São Nicolau Tolentino.

## Localidades
- Água do Gato
- Banana
- Mendes Faleiro Rendeiro
- Praia Baixo
- Milho Branco
- Rui Vaz
- Praia Formosa
- Achada Baleia
- Baía
- Cancelo
- Achada Lama
- Várzea da Igreja
- Ribeirão Chiqueiro
- Nora
- Godim
- Fontes D´Almeida
- Veneza
- Cambujana
- Canceto
- Curral Grande

- João Garido

## História
Foi criado em 1993, quando duas freguesias do antigo Concelho da Praia foram separadas para formar o Concelho de São Domingos.

## Demografia
| População de São Domingos (concelho de Cabo Verde) (1940–2010) | População de São Domingos (concelho de Cabo Verde) (1940–2010) | População de São Domingos (concelho de Cabo Verde) (1940–2010) | População de São Domingos (concelho de Cabo Verde) (1940–2010) | População de São Domingos (concelho de Cabo Verde) (1940–2010) | População de São Domingos (concelho de Cabo Verde) (1940–2010) | População de São Domingos (concelho de Cabo Verde) (1940–2010) | População de São Domingos (concelho de Cabo Verde) (1940–2010) |
| -------------------------------------------------------------- | -------------------------------------------------------------- | -------------------------------------------------------------- | -------------------------------------------------------------- | -------------------------------------------------------------- | -------------------------------------------------------------- | -------------------------------------------------------------- | -------------------------------------------------------------- |
| 1940                                                           | 1950                                                           | 1960                                                           | 1970                                                           | 1980                                                           | 1990                                                           | 2000                                                           | 2010                                                           |
| —                                                              | —                                                              | —                                                              | —                                                              | —                                                              | 11526                                                          | 13320                                                          | 13808                                                          |

| Noroeste São Lourenço dos Órgãos  | Norte: Santa Cruz |                         |
| Oeste: Ribeira Grande de Santiago | São Domingos      | Leste: Oceano Atlântico |
|                                   | Sul: Praia        |                         |